# Death Parade
Death Parade (jap. デス・パレード, Desu Parēdo) ist eine Anime-Fernsehserie des Studios Madhouse aus dem Jahr 2015, die auf dem Kurzfilm Death Billiards des gleichen Studios von 2013 basiert. Die Idee zu beiden Werken stammt von Yuzuru Tachikawa, der auch die Drehbücher schrieb und Regie führte.

## Inhalt
In der Bar Quindecim im Reich der Toten treffen kürzlich Verstorbene ein, die sich ihres Todes noch nicht bewusst sind. Sie werden hier vor eine Prüfung gestellt, die bestimmt, ob sie wiedergeboren werden oder ihre Seelen in das ewige Nichts fallen. Sie werden zu einem Spiel in der Bar gedrängt – Darts, Billard, Kartenspiele oder andere – die ihr weiteres Schicksal bestimmen soll. Doch tatsächlich beobachtet der Barkeeper Decim als Schiedsrichter das Verhalten der Verstorbenen, die im Laufe eines Spiels ihre verborgenen Seiten offenbaren, und fällt sein Urteil nach diesem Verhalten.
Eines Tages wird Decim eine junge Frau als Gehilfin zugeteilt, die ein Mensch war, aber ihre ganzen Erinnerungen verloren hat. Sie lernt die Arbeit Decims kennen und wie er über die Menschen urteilt, und auch seine Kollegen. Nona ist die Chefin der Schiedsrichter und mit den Regeln, nach denen diese arbeiten, zunehmend unzufrieden: Alle Schiedsrichter dürfen keine Gefühle haben und sind nur Marionetten. Ihr und aller Vorgesetzter Oculus will jedoch keine Veränderungen zulassen. Ginti ist ein anderer Barkeeper und Schiedsrichter und Clavis ist der stets freundliche Liftboy, der die Schiedsrichter zu den vielen Stockwerken der Unterwelt führt. Quin im Informationsbüro sammelt die Informationen über das Leben der Gestorbenen und gibt sie an die Schiedsrichter weiter.
Decims Gehilfin ist zunehmend frustriert mit seiner Methode der Urteilsfindung, in der er die Gefühle der Menschen ignoriert und sie beim Spiel in Extremsituationen treibt. Zugleich will Nona heimlich Decim zu echten Gefühlen verhelfen, weil sie überzeugt ist, dass die Schiedsrichter so bessere Urteile fällen können. Schließlich erlangt die junge Frau bei Decim ihre Erinnerung zurück: Sie, Chiyuki, war eine aufstrebende Eiskunstläuferin, die wegen eines Unfalls jedoch nie wieder aufs Eis konnte und kurz darauf Suizid beging. Decim stellt sie vor einem Trugbild ihrer Mutter vor die Wahl, wieder zu leben und dafür ein anderes Leben zu opfern. Chiyuki lehnt unter Tränen ab, da sonst ein anderer sterben und Angehörige hinterlassen würde. Ihre Trauer und Verzweiflung reißt auch Decim mit, der erstmals menschliche Gefühle entwickelt. Von nun an will er den Menschen, die zu ihm gesendet werden, wirklich nahe kommen.

## Produktion und Veröffentlichung
Der 25 Minuten lange Film Death Billiards entstand beim Studio Madhouse unter maßgeblicher Mitwirkung von Yuzuru Tachikawa, der Regie führte und das Drehbuch schrieb. Das Charakterdesign entwarf Shinichi Kurita, der auch die Animationsregie führte. Der verantwortliche Produzent war Takuya Tsunoki. Die Produktion geschah für und finanziert durch das Film-Festival Anime Mirai, das von japanischen Kulturamt getragen wird und Nachwuchstalente im Animationsfilm fördern soll. Der Kurzfilm hatte ein Budget von 280.00 Euro. Die Vorführung geschah dementsprechend am 2. März 2013 auf dem Festival. Im folgenden Jahr kündigte das Studio dann an, aus der Idee des Films eine Fernsehserie mit dem Titel Death Parade zu machen. Drehbuch und Regie lagen wieder bei Yuzuru Tachikawa Regie. Shinichi Kurita kümmerte sich wieder um das Charakterdesign und die künstlerische Leitung lag bei Satoru Hirayanagi. 
Die Fernsehserie wurde vom 9. Januar bis zum 27. März 2015 von den Sendern NTV, Sun Television, BS Nittele, AT-X und MMT ausgestrahlt. Eine deutsche Veröffentlichung erfolgte durch Universum Anime ab März 2017. Der Film von 2013 wurde der ersten DVD beziehungsweise Blu-Ray beigelegt. Englisch synchronisierte oder untertitelte Versionen wurden von mehreren Verlagen und Online-Plattformen veröffentlicht. Auch französische und italienische Synchronfassungen erschienen auf Kaufmedien und über Streaming Media.

### Synchronisation
| Rolle   | japanischer Sprecher (Seiyū) | deutscher Sprecher     |
| ------- | ---------------------------- | ---------------------- |
| Decim   | Tomoaki Maeno                | Benjamin Völz          |
| Chiyuki | Asami Seto                   | Katharina Schwarzmaier |
| Nona    | Rumi Ōkubo                   | Farina Brock           |
| Clavis  | Kōki Uchiyama                | Benedikt Gutjan        |

### Musik
Die Musik der Fernsehserie komponierte Yūki Hayashi. Sie besteht aus jazziger Barmusik, Synthesizer-Klängen und choralen Gesängen. Der Vorspann ist unterlegt mit dem Lied Flyers von Bradio und das Abspannlied ist Last Theater von NoisyCell.

## Rezeption
Die Fernsehserie sei, so die AnimaniA, eine „bitterböse Psychostudie“, die die dunklen Seiten der menschlichen Seele erforsche und mit „eindrucksvoller Kompromisslosigkeit“ zeige, „wie dünn der Mantel der Zivilisation ist“. Damit und den häufig auftauchenden Puppen erinnere Death Parade an die Filmreihe the Garden of sinners oder an Jigoku Shōjo. Das Design der Serie sei düster gehalten und kombiniert mit „neonfarbenen Lichtakzenten“, was „einen unwirklichen, geradezu nachweltlichen Charme“ verleihe. Computeranimierte Effekte fügten sich stets harmonisch ein, ebenso die musikalische Begleitung.